# Miezmaj
Miezmaj (ros. Мезмай) – wieś (ros. посёлок) w Rosji, w Kraju Krasnodarskim, w rejonie apszerońskim. Centrum administracyjne osiedla wiejskiego Miezmajskoje.

## Geografia
Wieś znajduje się w południowej części Kraju Krasnodarskiego, blisko granicy z Adygeją.
We wsi rzeka Miezmaj wpada do rzeki Kurdżyps.

## Demografia
W 2010 roku wieś zamieszkiwały 774 osoby.